# Bidens laevis
Espèce
Synonymes
- Bidens chrysanthemoides var. chrysanthemoides[2]
- Bidens chrysanthemoides var. nashii (Small) Jeps.[2]
- Bidens chrysanthemoides Michx.[3] [2] [4]
- Bidens elegans Greene[3] [2] [4]
- Bidens expansa Greene[2]
- Bidens formosa Greene[2] [4]
- Bidens helianthoides Kunth[2] [4]
- Bidens lugens Greene[2] [4]
- Bidens nashii Small[3] [2] [4]
- Bidens nashii Wooton[2]
- Bidens parryi Greene[2] [4]
- Bidens persicifolia Greene[2]
- Bidens quadriaristata var. quadriaristata[2]
- Bidens quadriaristata DC.[2] [4]
- Bidens speciosa Parish[2] [4]
- Coreopsis flammula Banks ex Steud.[2] [4]
- Coreopsis perfoliata Walter[2] [4]
- Coreopsis radiata Mill.[2] [4]
- Helianthus laevis L.[3] [2] [4]
- Heliopsis laevis var. laevis[2]
- Heliopsis laevis (L.) Pers.[2] [4]
- Kerneria helianthoides (Kunth) Cass.[4]

Bidens laevis est une espèce de plantes à fleurs de la famille des Asteraceae originaire de la moitié sud des États-Unis où elle pousse dans les zones humides.
Elle est semblable en apparence à Bidens cernua et les deux sont parfois confondues.
C'est une plante annuelle ou vivace par sa base de plus de 20 centimètres de hauteur et parfois beaucoup plus grande, plus d'un mètre et se rapprochant parfois de deux. Les feuilles opposées, sessiles, étroites, lancéolées, mesurent de 5 à 15 centimètres de long, sont à bords finement dentés et à bouts pointus. L'inflorescence porte une ou plusieurs têtes de fleurs qui se courbent vers le bas à mesure que les lourds fruits grossissent après la floraison. Chaque capitule a un centre de fleurons jaunes et une frange de 7 ou 8 fleurons jaune en rayons mesurant chacun jusqu'à 3 centimètres de long. Le fruit est un akène à poils piquants.